# 馬氏環宇海龍
馬氏環宇海龍（学名：Cosmocampus maxweberi），为輻鰭魚綱棘背魚目海龍魚科的其中一種，分布於印度太平洋區，包括紅海、印尼、巴布亞紐幾內亞、澳洲、東加、馬紹爾群島、薩摩亞群島等海域，棲息深度可達36公尺，體長可達10公分，棲息在珊瑚礁區，卵胎生。

## 外部連結
- 馬氏環宇海龍的圖片